# Генерал-губернаторство Баїя
Генерал-губернаторство Баїя (порт. Governo-Geral da Bahia) — колоніальне управління Португальської імперії.

## Історія
У 1534 році король Португалії Жуан III почав надавати земельні права для колонізації португальської території в Південній Америці, це були капітанські колонії Бразилії. Ці п'ятнадцять автономних і окремих приватноспадкових майоратів були здебільшого невдалими в адміністративному, а отже й в економічному плані. Власниками були 12 родин фідалго, що мали титул капітанів-донатаріїв.
17 грудня 1548 році, щоб вирішити проблему управління своїми південноамериканськими колоніями, Жуан III заснував на базі капітанства Байя генерал-губернаторство Бразилії.. При цьому саме капітанство Байя король придбав за рахунок державної скарбниці у концесію у спадкоємця і сина загиблого капітана-донатарія Мануеля Перейри Коутінью, призначивши йому і його спадкоємцям щорічну грошову винагороду або компенсацію в розмірі 400 тисяч реалів. Губернаторство об'єднало п'ятнадцять колоній в одну колонію, але кожне капітанство продовжувало існувати як провінційна адміністративна одиниця губернаторства. Колипшнє капітанство Байя набуло статусу королівського генерал-капітанства. При цьому головна функція генерал-губернатора полягала у здійснені нагляду за всіма аспектами функціонування приватно-спадкових колоніальних адміністрацій. Першим очолив його Томе де Соуза (перебував на посаді до 1553 року), якого було призначено 7 січня 1549 року. Водночас він став генерал-капітаном Байї. Також запроваджувалася фінансова і судова централіація шляхом впровадження в генерал-губернаторстві Баії посад проведора-мора (фінансове адміністрування) і генерал-овидора (судова влада) відповідно, запроваджувалася посада капітана-мора оборони узбережжя, обов'язком якого було здійснення регулярного військового патрулювання бразильського узбережжя. У Байї створювалася королівська митниця, яка повинна оперувати книгами прибутків і витрат, книгами реєстру пільг, регламентами посадових осіб і іншими офіційними актами. крім митниці статут створював в Баії рахувальну і торгівельну палату. У бухгалтерських книгах цієї палати фіксувався повний перелік прибутків і податків, які збиралися у всіх підзвітних капітанствах. в наступній книзі фіксувалися королівські привілеї – форали. в іншій книзі палати статут приписував реєструвати контракти і угоди з оренди. Ще в одній книзі вміщувався реєстр осіб, що отримували королівське жалування з зазначенням імені людини, її родового походження, розміру її жалування, вказувалася місцевість, де ця людина мешкає. Була, також, книга реєстру всіх посадових осіб з зазначенням посад, які обіймали ці чиновники на всіх землях Бразилії. Для забезпечення безпечного функціонування адміністрації генерал-губернаторства король доручив генерал-губернатору встановити мирні відосини з туземцями, що мешкали в генерал-капітанстві Байя, необхідних для створення стабільних й сприятливих умов для розбудови колоніального адміністративного апарату. 
1553 року новий генерал-губернатор Дуарті да Коста (перебував на посаді 1558 року) переносить столицю до Сальвадору. Невдовзі виникла низка конфліктів з генеральним прокурором (овидор-жералом) Перу Боржесом, фінансовим адміністратором (проведором-мором) Антоніу Кардозу де Барросом і єпископом Перу Сардіньєй, навколо яких формувалася опозиційна група можновладців, яких не задовольняли методи управління новопризначеного генерал-губернатора. До цієї опозиційної групи приєдналися, також, більшість депутатів (вередо рів) камари Сальвадору. Крім того, своє невдоволення правлінням Дуарті да Кости і вчинками його сина Антоніу виражала більшість єзуїтів, основна частина яких вимушена була мігрувати на південь Бразилії у спадкове капітанство Сан-Вісенті, де почала функціонувати єзуїтська місія Святого Павла. Інша серьйозна проблема, яка стала загрожувати стабільності генерал-губернаторства Дуарті да Кости, була пов’язана з проникненням французьких кальвіністів на південну частину бразильського узбережжя. 
1555 року португальські колоніальні війська завдали поразки індіанським племенам на чолі із верховним вождем Тубаран, що мешкали біля річки Вермелья. В результаті було розширено колонію Бразилія на північ.
У 1572 році, щоб створити сильнішу та боєздатнішу військову присутність на континенті, губернаторство було розібрано на дві окремі колонії: генерал-губернаторство Баїя, яке охоплювало північну частину, і генерал-губернаторство Ріо-де-Жанейро, яке зайняло південь.
У 1578 році губернаторство було відновлено з губернаторств Баїя та Ріо-де-Жанейро. Це друге генерал-губернаторство Бразилії буде знову розділено на дві окремі колонії в 1607 році.
Нарешті в 1613 році генерал-губернаторство Ріо-де-Жанейро та генерал-губернаторство Баїя об'єдналися, утворивши третє й останнє генерал-губернаторство Бразилії.